# Lily LaBeau
Lily LaBeau (Seattle, 20 gennaio 1991) è un'attrice pornografica e regista statunitense.

## Biografia
Lily Labeau è nata nello Stato di Washington e a nove anni si è trasferita in Arizona. Ha partecipato a diversi concorsi di bellezza e successivamente ha iniziato a lavorare come fotomodella. Nell'estate del 2009 ha adottato lo pseudonimo "Lily Luvs" ed ha lavorato per il sito internet LilyLuvs.com. Ha debuttato nell'industria pornografica americana pochi mesi dopo, nell'ottobre 2009, girando la sua prima scena per Dare Dorms. È inoltre apparsa in alcuni film per adulti di produzione giapponese.
Nel 2012 la Labeau è apparsa nel video musicale della canzone Before Midnight degli Yolanda Be Cool. Lo stesso anno ha recitato un cameo nel film drammatico Starlet. Nel 2013 ha interpretato un ruolo secondario nel film di Paul Schrader The Canyons. Nel 2013 per la sua partecipazione in Wasteland , insieme a Lily Carter, ha ottenuto l'XBIZ Award sia come miglior attrice che come migliore scena in un film feature.
Al 2022 ha girato oltre 590 scene e ne ha diretta una.

## Riconoscimenti
- XBIZ Awards
  - 2013 – Best Actress - Feature Movie per Wasteland con Lily Carter[14]
  - 2013 – Best Scene - Feature Movie per Wasteland con Lily Carter, Mick Blue, Ramon Nomar, David Perry e Toni Ribas[15]

## Filmografia parziale

### Attrice
- Every Last Drop 13 (2009)
- Full Service Detail (2009)
- Only Teen Blowjobs 7 (2009)
- ATK All 18 4 (2010)
- ATK Newcomers 1 (2010)
- Barely Legal 105 (2010)
- Bitch Banging Bitch 3 (2010)
- Bonny and Clide (2010)
- Cock Crazy Teens 2 (2010)
- Connection (2010)
- Facial Fest 7 (2010)
- Fantasy Footjobs 5 (2010)
- Fist for Fun 2 (2010)
- Fuck My Mom and Me 12 (2010)
- Gangbang Her Little White Thang 6 (2010)
- Girl Talk (2010)
- Her Little Secret (2010)
- I Fuck for Money 2 (2010)
- I Fuck Myself (2010)
- I Love Big Toys 28 (2010)
- Legs Up Hose Down (2010)
- Lesbian House Hunters 4 (2010)
- Magical Feet 8 (2010)
- Mother-Daughter Exchange Club 13 (2010)
- Nylons 8 (2010)
- Pay Me In Cum (2010)
- Pervert (2010)
- Shot Glasses 4 (2010)
- Slumber Party 2 (2010)
- Squirtamania 4 (2010)
- Suck It Dry 8 (2010)
- Teen Idol 7 (2010)
- To Protect and to Serve 1 (2010)
- All Reality Gang Bang 3 (2011)
- Baby Sitters Gang (2011)
- Belladonna's Party of Feet 3 (2011)
- Belladonna's Spontaneass (2011)
- Best New Starlets 2012 (2011)
- Big Dick In A Little Chick (2011)
- Black Cock Addiction 9 (2011)
- Black Teen Punishment 4 (2011)
- Blackmail (2011)
- Bodyguard (2011)
- Couples Seeking Teens 6 (2011)
- Cuckold Stories 3 (2011)
- Dirty Blondes (2011)
- Dirty Panties (2011)
- Eat Me Out (2011)
- Erocity 6 (2011)
- Filthy Family 4 (2011)
- Fist Training 4 (2011)
- Foot Fetish Daily 6 (2011)
- Fuck the Babysitter (2011)
- Girl Crush 2 (2011)
- Greek Week Scavenger Hunt (2011)
- Halloween: XXX Porn Parody (2011)
- High Heels and Panties 1 (2011)
- Honeymoaners (2011)
- I Know That Girl 1 (2011)
- Incredible Hulk: A XXX Porn Parody (2011)
- Interracial Gloryhole Initiations 10 (2011)
- Jerkoff Material 6 (2011)
- Jessica Drake's Guide to Wicked Sex: Female Masturbation (2011)
- Kimberly Kane's Been Blackmaled (2011)
- Lesbian Adventures: Wet Panties Trib 2 (2011)
- Lesbian Hitchhiker 2 (2011)
- Lesbian Office Seductions 6 (2011)
- Lily Cade's Live Nerd Girls (2011)
- Lush 2 (2011)
- Lusty in Lingerie (2011)
- Massive Facials 3 (2011)
- Monsters of Cock 27 (2011)
- My Ex Girlfriend 2 (2011)
- My First Orgy 2 (2011)
- My Girlfriend's Mother 2 (2011)
- My Mother's Best Friend 4: Lost In Time (2011)
- My Roommate's a Lesbian 1 (2011)
- My Teenage Blog (2011)
- Naked Dreams 3 (2011)
- Naughty Bookworms 22 (2011)
- Naughty Office 24 (2011)
- Official Revenge of the Nerds Parody (2011)
- Panty Hoes 9 (2011)
- Pervs on Patrol 1 (2011)
- Praise The Load 6 (2011)
- Pretty Tied Up (2011)
- Prison Girls (2011)
- Pure 18 16 (2011)
- Raw 7 (2011)
- Rocky XXX: A Parody Thriller (2011)
- Scooby Doo: A XXX Parody (2011)
- Scream XXX: A Porn Parody (2011)
- Secretary 2 (2011)
- Seduction (2011)
- Spider-Man XXX: A Porn Parody (2011)
- Spread Eagle (2011)
- Suck It Dry 9 (2011)
- Taxi Driver: A XXX Parody (2011)
- Teases and Pleases 2 (2011)
- Teens Like It Big 10 (2011)
- This Ain't Ghostbusters XXX (2011)
- This Ain't Nurse Jackie XXX (2011)
- Tori Black's After School Special (2011)
- Tosh Porn Oh (2011)
- Victoria Rae Black Experiment (2011)
- 18 Year Old Whore (2012)
- American Cocksucking Sluts 2 (2012)
- Anal Car Wash Angels (2012)
- Anal Plungers (2012)
- Anal Supersluts (2012)
- Backstage Pass 2 (2012)
- Bitchcraft 9 (2012)
- Black Teen Punishment 5 (2012)
- Cafe Amore (2012)
- Couples Camp 2 (2012)
- Cream on the Inside 2 (2012)
- Cuckold Stories 5 (2012)
- Diary of Love: A XXX Romance (2012)
- Exchange Student 3 (2012)
- Fuck 'Em Slutty 1 (2012)
- Fuck Me Like A Whore (2012)
- Girlfriends 4 (2012)
- Girls Kissing Girls 9 (2012)
- Interracial Blow Bang 6 (2012)
- Jessie Rogers: Unbreakable (2012)
- Le Wood Anal Hazing Crew 1 (2012)
- Leave My Panties On (2012)
- Legal Appeal (2012)
- Legends and Starlets 6 (2012)
- Lesbian Guidance Counselor (2012)
- Lesbian Sorority 2 (2012)
- Lesbian Truth or Dare 7 (2012)
- Lesbian Workout (2012)
- Mandingo Massacre 3 (2012)
- McKenzie Miles: Squirt Instructor (2012)
- Meow 2 (2012)
- Miss Teen Strap America 2 (2012)
- Mother-Daughter Exchange Club 22 (2012)
- Naughty Rich Girls 7 (2012)
- Net Skirts 9.0 (2012)
- Occupy My Ass (2012)
- Panty Pops 5 (2012)
- Pink Lips (2012)
- Planet Anal (2012)
- Power and Control (2012)
- Race Relations 7 (2012)
- Revenge Of The Petites (2012)
- Seven Years Of Marriage (2012)
- Sinn Sage Loves Girls (2012)
- Sloppy Head 4 (2012)
- Slurpy Throatsluts (2012)
- Solomon's Girls Next Door: Lily Labeau (2012)
- Superman vs. Spider-Man XXX: An Axel Braun Parody (2012)
- Superporn 2 (2012)
- Teasers: Extreme Public Adventures 6 (2012)
- Teen Ravers (2012)
- This Ain't Jaws XXX (2012)
- Up That White Ass 3 (2012)
- Wasteland (2012)

### Regista
- Manhunt Ibiza (2013)